# 高槻実穂
高槻 実穂（たかつき みほ、1991年〈平成3年〉2月14日 - ）は、芸能プロダクション82一株式会社代表取締役社長 日本の女優、グラビアアイドル、コスプレイヤー、モデル。埼玉県出身。愛称は「みほりん」。アイドル活動を経て現在は舞台役者、モデル、MC、グラビアアイドル、コスプレイヤーとして活動。キャッチフレーズは「いつも心に納豆魂!ポンコツだけど粘り強さは誰にも負けません」。

## 略歴
大仁田厚プロデュース プロレスアイドルユニット「スターダム★アイドルズ」加入し、ヒャダイン楽曲提供の1stシングル「Like a FIRE!!」「Like a FIRE!!」各音楽配信ストアで配信。同グループでは2018年 10月〜2019年4月まで新木場FIRSTリングや後楽園ホールにてライブで活動した。
2020年6月～ 11月 ミスFLASH2021オーディション参加し、審査員特別賞受賞を受賞。
2020年6月～ 8月までRIZINガールズ2020オーディション参加し、ファイナル進出。
2021年3月～ 6月までサイゾー×Fresh! グラビア掲載枠争奪オーディションに参加し、サイゾーグランプリ受賞。2021年8月末をもって所属事務所であったヴィヴィアンを退所。
2022年1月 4代目ミスプレミアグランプリ＆審査員特別賞受賞
2022年10月14日芸能プロダクション 82一株式会社設立、代表取締役就任(現職)
2022年11月26日、第3回サンスポGoGoクイーンオーディション準グランプリ受賞。

## 人物
- アイドルへの造詣が深く、小倉優子、柏木由紀の大ファンを自認している。

- 競馬に興味を持ち、noteやYouTubeで競馬予想を行っている。

- 趣味：人間観察、アイドル観賞、タピオカ巡り、占い[1]

- 特技：字と絵が両手で書ける、タロット占い[1]

## 主な活動

### 映画
- 『東京ワイン会ピープル』同僚レナ役 2019.10月 全国のイオンシネマにて公開

### TV
- テレビ埼玉放送　番組「BUZZHOUSE」 OP動画 2017年10~12月
- カミングアウトTV「理解できない！サイテー男!」 主人公の友人役
- 東京オーディション（仮）ミスFLASH2021選考オーディション リコメンド 2020年6月15日 O.A

### 舞台
- 2015年5月13日〜舞台 下北沢ルナティック演劇祭演劇作品2015準決勝 コメディ劇「伯父の魔法使い」「ヤバイ！は気から」
- 2016年7月28〜31日 日経ホール 「希望の色」冴木杏奈主演 脚本 倉科遼　高校生役
- 2016年12月22〜26日 アトリエ無現 新藤栄作主催舞台「恋の骨折り損」シェイクスピア
- 2017年3月 舞台「ユメノカケラ」2017年10月 舞台「薔薇戦士」主演 総指揮者 倉科遼
- 2018年5月28~6月3日 舞台「女帝」キャバ嬢、学生役
- 2018年12月11~12日 舞台「へなちょこビーナス」 ヒロインチアガール役
- 2019年2月9〜17日 舞台 アリスインプロジェクト 「DANCEDANCEDANCEオルタナティヴ」 池袋シアターKASSAI 鉄道部役
- 2019年3月19~27日 舞台 アリスインプロジェクト「アイガク2019」 ハイブリッド ロセウス役
- 2019年6月5~9日 新宿シアターブラッツ 舞台「時空少女ピピ」主演 ピピ役
- 2019年8月16~18日 アクション「ANSWER」 築地ブディストホール 組織 佐藤梨奈 役
- 2019年10月17〜21日 両国エアースタジオ 舞台「想い出パレット」主演 わたし役
- 2019年11月6〜17日 新宿シアターモリエール 舞台「白と黒の忘年会」
- 2020年1月14〜18日 しもきた空間リバティ 渋谷ニコルソンズ公演 舞台「お通夜イレブン」明智（占いアイドル）役
- 2022年9月14日～18日 池袋シアターグリーン BIGTREE 舞台「タイムトラベルアイドル時空少女ピピ」主宰・主演 ピピ役

### レースクイーン
- 2021年11月14日　レジェンドカーレース　筑波サーキット
- 2021年12月5日　  レジェンドカーレース　本庄サーキット

### 写真集
- 2020年10月19日　「月刊＋（プラス）高槻実穂」（小学館）発売
- 2021年2月22日　FLASHデジタル写真集　高槻実穂　ミスFLASH2021審査員特別賞（光文社）発売

### 雑誌
- 2020年　FLASH（光文社）、フォトテクニックデジタル（玄光社）
- 2021年10月24日　サイゾー2021年10・11月合併号　（サイゾー社）

### その他
- ピタット四姉妹(アイドル)占TV番組 2018年1月6~8日六本木ヒルズ占いフェス30万人動員 AbemaTV「矢口真里火曜The NIGHT」放送「開運スペシャル占いアイドル集合」
- ファッションモデル　SHOPLIST privatebeachモデル 小泉アパレルファッションモデル 2016年11月26日さらヨガ（織研新聞に掲載）
- ライブMC 中野芸能小劇場さんでお笑いライブ 「お子様ランチライブ」ゲストMC
- ソロアーティストファーストシングル「初恋コメット」リリース

## 作品

### イメージビデオ
- いたずらしないで（2022年5月27日、竹書房）
- みほりんの夏休み (2022年9月22日、ギルド)